# Liste der Unterländer Altäre
Die Liste der Unterländer Altäre beinhaltet eine Aufstellung bedeutender, vorreformatorische, Altarwerke und Altarfragmente (aus der Zeit von 1350 bis 1540), die sich in der Gegend um Heilbronn befinden oder befunden haben (Zusammenstellung nach Gräf 1983, siehe Literatur).
| Gräf Nr. | Ort                                                                   | Bezeichnung                                  | Bemerkungen | Bild |
| -------- | --------------------------------------------------------------------- | -------------------------------------------- | --- | ---- |
| A 1      | Bad Friedrichshall-Kochendorf, St. Barbara                            | Kiliansaltar                                 | Der Schnitzaltar befand sich vor dem Bau der Barbarakirche längere Zeit in der Friedhofskapelle in Hagenbach, sein ursprünglicher Standort ist unbekannt. Im rechteckigen Mittelschrein befinden sich geschnitzte und farbig gefasste Reliefdarstellungen des hl. Kilian und seiner zwei Begleiter Kolonat und Tothnan, unter sich überkreuzenden Segmentbögen mit Rankenverzierung. Der Schrein wird dem Meister des Schwaigerner Marienaltars aus der Zeit um 1525 zugeschrieben. Die seitlich montierten Flügel, die mit Darstellungen der Heiligen Sebastian und Antonius bemalt sind, haben geringere Abmessungen als eine Schreinhälfte und stammen daher vermutlich von einem anderen Altar. Für die Malerei auf den Flügeln kommt eventuell ein Geselle des Meisters des Wimpfener Vesperbildaltars, ebenfalls aus der Zeit um 1525, in Frage. |      |
| A 2      | Bad Wimpfen, evang. Stadtkirche                                       | Quirinusaltar                                | Flügelaltar mit zusätzlichen Standflügeln. Drei vollplastische, farbig gefasste Standfiguren (Quirinus mit Katharina und Dorothea) im Mittelschrein, Flügelinnenseiten mit farbig gefassten Reliefschnitzereien (Martyrien von Katharina und Quirinus), drei farbig gefasste vollplastische Halbfiguren weiblicher Heiliger im Predellenschrein. Außenflügel, Standflügel und Predellaseiten mit Heiligengestalten bemalt. Datiert 1500, mutmaßlich von Meister Moler aus Wimpfen, der den Wimpfener Quirinusaltar schuf. Sicher ein geschulter Meister, deutliche Nürnberger Einflüsse. |      |
| A 3      | Bad Wimpfen, evang. Stadtkirche                                       | Vesperbildaltar                              | Flügelaltar. Dreiviertelplastische, farbig gefasste Darstellung von Maria mit verstorbenem Jesus und zwei weiblichen Heiligen im Mittelschrein, farbig gefasste Reliefschnitzereien mit jeweils zwei Heiligen auf den Flügelinnenseiten. Predellanische mit vielfiguriger, farbig gefasster Fegefeuerdarstellung. Flügelaußenseiten mit Heiligen, Predellaseiten mit Ornamenten bemalt. Datiert 1519. Malerei verwandt mit dem Kiliansaltar in Kochendorf. Sicher ein geschulter Meister, Anklänge an Dürer und Grünewald. |      |
| A 4      | Billigheim, Michaelskirche                                            | Marienaltar                                  | Einst im Billigheimer Schloss (1803–1902), seit etwa 1880 im Besitz der Kirchengemeinde. Mittelschrein eines Flügelaltars mit farbig gefasster Hochreliefschnitzerei: Madonna mit Kind umgeben von sechs weiblichen Heiligen. Stilistisch verwandt mit dem Schwaigerner Marienaltar und vermutlich wie dieser in einer Heilbronner Werkstatt um 1530/35 entstanden und von Jerg Kugler farbig gefasst. |      |
| A 5      | Bönnigheim, Cyriakuskirche                                            | Cyriakusaltar                                | Gestufter Flügelaltar. Mittelschrein mit farbig gefassten, geschnitzten Voll- und Halbfiguren (Epiphanie und Propheten). Flügelinnenseiten (Anna selbdritt, Heilige, Einsetzung des Petrus, Stifter) und Predella (Abendmahlsszene) als farbig gefasste Reliefschnitzereien. Flügelaußenseiten bemalt mit Verkündigung Mariä und Marientod. Reiche Laubwerk-Baldachine im Mittelschrein und auf den Innenflügeln. Zusätzlich Standfiguren (Schmerzensmann und Heilige) im Schreinaufsatz. Gehäuse und Reliefs vermutlich kurz vor 1500 entstanden, evtl. unter Mitwirkung des Bietigheimer Meisters, bei dem Jerg Kugler in der Lehre war. Standfiguren und Prophetenfiguren im Schrein vermutlich oberrheinisch. |      |
| A 6      | Brackenheim-Stockheim, Ulrichskirche                                  | Ulrichsaltar                                 | Flügelaltar mit zusätzlichen Standflügeln. Drei farbig gefasste, halbplastische Relieffiguren (Hl. Ulrich mit Petrus und Paulus) im Mittelschrein. Auf den Innenflügeln je eine Heiligenfigur als farbig gefasstes Flachrelief. Darüber jeweils reiche Laubwerk-Baldachine. In vier Predellennischen farbig gefasste, vollplastische Halbfiguren der Kirchenväter. Reiches Gesprenge mit Kreuzigungsgruppe unter Maßwerkbaldachinen. Flügelaußenseiten bemalt mit Verkündigungsszene, Standflügel bemalt mit weiblichen Heiligen. Schnitzarbeiten stilistisch verwandt mit dem Schwaigerner Marienaltar von 1523 und wohl nach diesem entstanden. Bemalung der Flügelaußenseiten und der Standflügel wohl durch Jerg Kugler. |      |
| A 7      | Ellhofen, Kirche zum Hl. Kreuz, St. Peter und Genoveva                | Genoveva-Altar                               | Flügelaltar. Gestaffelter Mittelschrein mit vollplastischen, farbig gefassten Standfiguren (Anbetung der Könige) sowie Propheten-Halbfigur. Flügelinnenseiten mit jeweils zwei farbig gefassten Flachreliefs mit Szenen von der Verkündigung Mariä bis zur Beschneidung Christi. Jeweils reiche Laubwerk-Baldachine. Drei farbig gefasste vollplastische Halbfiguren in der Predellennische (Schmerzensmann mit Maria und Johannes). Gesprenge mit drei Heiligenfiguren unter Maßwerkbaldachinen. Flügelaußenseiten bemalt mit jeweils zwei Szenen (Geburt Christi und Anbetung der Könige sowie zwei Szenen aus der Genoveva-Legende). Entstanden um 1515. Schnitzwerk aus der Heilbronner Werkstatt der Nachfolge von Hans Seyfer. Vorbilder für Bemalung der Flügelaußenseiten: Schongauer-Stich B 4 und Dürer-Holzschnitt B 87 von 1511. |      |
| A 8      | Flein, Veitskirche                                                    | Veitsaltar                                   | Flügelaltar. Drei farbig gefasste vollplastische Figuren (Hl. Veit mit Barbara und Papst Gregor) im dreiteiligen, gestaffelten Kapellenschrein mit Akanthusbaldachinen, die sich im Gesprenge fortsetzen. Flügel innen mit Szenen der Veitslegende, außen mit jeweils zwei weiblichen Heiligen bemalt. Predella bemalt mit Stiftern vor Veit und Veit zwischen Lehrer und Amme. Reste weiterer Bemalung auf Schreinrückseite und Predellenrückseite. Datiert 1517. Schnitzerei in oberschwäbischem Stil ohne Zuweisung zu einer bestimmten Werkstatt. Malerei auf Flügeln und Predella von Jerg Kugler. |      |
| A 9      | Gundelsheim, Nikolauskirche                                           | Annenaltar                                   | Aus den Überresten von zwei oder drei älteren Altären anlässlich einer Kirchenrenovierung 1770 zusammengestellt und mit Barockrahmen versehen. Farbig gefasste Reliefdarstellung der Anna selbdritt im Mittelschrein und seitlich beigestellte vollplastische Figuren (Katharina und Barbara) um 1500, Predella mit filigran geschnitzter Wurzel Jesse um 1525. |      |
| A 10     | Heilbronn, Kilianskirche                                              | Kiliansaltar                                 | Flügelaltar aus Lindenholz, ungefasst. Im Mittelschrein vollplastische Standfiguren der apokalyptischen Madonna umgeben von Perus, Paulus, Laurentius und Stephanus unter Rankenbaldachin mit weiteren Heiligen in Nischen. In den Predellennische vollplastische Büsten des Schmerzensmannes mit Maria und Johannes sowie der vier Kirchenväter. Vier biblische Szenen als Reliefschnitzereien auf den Flügeln. Reiches Gesprenge mit Kreuzigungsgruppe und weiteren Heiligenfiguren. Datiert 1498, urkundlich ist die Fertigung durch Hans Seyfer belegt, die Reliefschnitzereien der Flügel erfolgten vermutlich durch Gehilfen. |      |
| A 11     | Heilbronn-Neckargartach, Peterskirche                                 | Peter- und Paulsaltar                        | Flügelaltar mit Standflügeln, datiert 1516, Lindenholz. Drei vollplastische, farbig gefasste Heiligenfiguren (Petrus mit Paulus und Johannes Baptist) im Mittelschrein, vier vollplastische, farbig gefasste Halbfiguren der Kirchenväter in der Predellennische. Klappflügel innen und außen sowie Standflügel mit Szenen aus verschiedenen Heiligenlegenden bemalt. Schreinrückseite einst mit Schweißtuch der Veronika bemalt (zerstört bei Unwetter 1897). Mittelschrein, Predella und Innenflügel mit Blattwerkbaldachinen. |      |
| A 12     | Neckarmühlbach, Burg Guttenberg (Burgmuseum)                          | Kreuzaltar                                   | Einst in der Burgkapelle. Schlichter Flügelaltar mit eingehängtem farbig gefasstem Kruzifix im rechteckigen, bis auf Anstrich schmucklosen Mittelschrein. Linke Flügelinnenseite mit Darstellung eines Bischofs und kniendem Stifter(?), rechte Flügelinnenseite mit Darstellung des hl. Wolfgang. Flügelaußenseiten überstrichen. Schrein und Flügel aus Nadelholz, die Bemalung der Flügel vermutlich von unterschiedlichen Händen, alle Komponenten jedoch wohl aus der Zeit um 1490–1500. |      |
| A 13     | Neckarmühlbach, Burg Guttenberg (Burgmuseum)                          | Altar mit Schutzmantelmadonna                | Einst in der Burgkapelle, wo sich zwei 1518 und 1526 datierte Ziborien befinden, wovon eines dieses Triptychon trug. Flügelaltar mit geschnitzter und farbig gefasster vielfiguriger Schutzmantelmadonnenszene im Mittelschrein. Die Flügelinnenseiten (ursprünglich Außenseiten) bemalt mit Szenen aus dem Marienleben und mit Hl. Elisabeth von Thüringen. Die Flügelaußenseiten (ursprünglich Innenseiten) weisen lediglich noch Reste von Bemalung auf. Die Flügel wurden vertauscht angebracht, um den geöffneten Altar mit gut erhaltenen Flügelseiten präsentieren zu können. Die Schnitzereien des Altars ähneln denen des Wimpfener Quirinusaltars (mutmaßlich Meister Moler aus Wimpfen) und bedingt auch denen des Neudenauer Gangolfsaltars. Auch der Bildaufbau der Malerei scheint mit dem Neudenauer Gangolfsaltar verwandt, weist jedoch in der Ausführung auf eine deutlich unterschiedliche Hand hin. Eventuell kommt eine Wimpfener Werkstatt um 1500 für die Herstellung des Altars in Frage. |      |
| A 14     | Neudenau, Gangolfskapelle                                             | Gangolfsaltar                                | Flügelaltar. Im Mittelschrein drei vollplastische, farbig gefasste Standfiguren von Gangolf mit zwei Begleitern unter Rankenbaldachinen. Weitere Standfiguren (Schmerzensmann mit Maria und Johannes) einst im Altarauszug. In der Predellennische drei vollplastische, farbig gefasste Büsten der Anna selbdritt sowie zweier weiblicher Heiliger, Predella links und rechts mit weiteren Heiligenbüsten bemalt. Flügelinnenseiten bemalt mit jeweils zwei Szenen aus der Gangolfslegende, Flügelaußenseiten bemalt mit je zwei Heiligen. Auf der Schreinrückwand datiert 1501. Stilistisch steht der Altar dem Wimpfener Quirinus-Altar nahe, derselbe Maler (Moler aus Wimpfen?) kommt in Frage. |      |
| A 15     | Neudenau, Gangolfskapelle                                             | Marienaltar                                  | Flügelaltar mit drei vollplastischen, farbig gefassten Standfiguren (Madonna und Kind mit Johannes Baptist und Johannes Evangelist) um 1470. Teile des Schreins wohl auch aus jener Zeit, jedoch später übermalt. Predella bemalt mit Schweißtuch der Veronika. Bemalung der Innenflügel mit weiblichen Heiligen durch Hans Peter Heymann 1688. |      |
| A 16     | Oberstenfeld, Stiftskirche                                            | Passionsaltar                                | Flügelaltar mit bemalter querrechteckiger Mitteltafel, die eine vielfigurige Kreuztragungsszene mit kleinen Darstellungen der ursprünglichen Stifter (Stephan Schreiber und seine Frau Adelheid aus Kirchheim unter Teck) in den Ecken zeigt. Auf den bemalten Innenflügeln jeweils zwei Szenen der Passionsfolge. Flügelaußenseiten bemalt mit Hl. Stephan und Katharina sowie Anna selbdritt und Hl. Adelheid, davor die ursprünglichen Stifter. Die Predella ist bemalt mit der knienden Stifterfamilie von Wolf von Weiler und Brigitta Willich von Alzey und deren Wappen. Der 1512 datierte Altar befand sich ursprünglich in der Kartause Güterstein (Urach) und wurde 1578 für die Grablege der Herren von Weiler erworben, wobei er seine heutige Predella erhielt, während die ursprüngliche Predella den Schmerzensmann oder eine Grablegung gezeigt haben könnte. Der Altar verweist stilistisch und motivisch auf den fränkischen Malerkreis, v. a. auf die Dürer-Nachfolge und auf Holzschnitte von Hans Schäufelin. Als ausführender Maler wird der Kirchheimer Meister Wolfgang Bretzger vorgeschlagen. |      |
| A 17     | Oedheim, Mauritiuskirche                                              | Marienaltar                                  | Der 115 cm breite und 139 cm hohe Schrein enthält drei aus Lindenholz gearbeitete, farbig gefasste vollplastische Standfiguren der apokalyptischen Madonna flankiert von Ambrosius und Hieronymus unter einem von wenig Laubwerk in den Ecken verzierten Segmentbogen. Die Flügelinnenseiten zeigen Maria Magdalena und Barbara, jeweils als farbig gefasste Reliefschnitzereien. Die Predellennische ist wie der Schrein mit Klappflügeln verschlossen. Predella und Predelleninnenflügel zeigen farbig gefasste Reliefbüsten der zwölf Apostel. Die bemalten Außenflügel zeigen eine sich über beide Flügel erstreckende Verkündigungsszene, die Außenseiten der Predellenflügel sind nicht bemalt. Das Bildprogramm ist weder thematisch noch stilistisch in sich geschlossen, mglw. wurde der Altar aus unabhängig voneinander entstandenen Komponenten montiert. Reliefs und Figuren wohl aus der Zeit um 1500, wobei für Schrein und Predella unterschiedliche Hände angenommen werden. Verkündigungsszene auf den Außenflügeln aus dem 19. Jahrhundert, Schrein vielleicht erst aus jener Zeit. |      |
| A 18     | Schwaigern, Johanneskirche                                            | Barbaraaltar                                 | Der Altar wurde 1510 von Georg Wilhelm von Neipperg bei Jerg Ratgeb in Auftrag gegeben und ist als Triptychon mit beidseitig bemalten Flügeln gestaltet. Der Altar zeigt in elf Szenen die Legende der Heiligen Barbara, ihre Enthauptung als zentrales Motiv im Vordergrund der Mitteltafel. Auf dem linken Flügel ist im Vordergrund Jesus mit Maria Magdalena zu sehen, der rechte Flügel zeigt Szenen aus dem Leben des Apostels Paulus. Die Predella zeigt zwei Engel mit Marterwerkzeugen und hat asymmetrisch ausgesägte Seiten sowie eine kleine Mittelnische. Die Mitteltafel ist 168 cm hoch und 98 cm breit. Die Flügel sind jeweils 168 cm hoch und 49 cm breit. Der Altar ist am unteren Rahmen des Mittelbildes mit der Beschriftung SPES PREMII SOLACIUM LABO IMR 1510 versehen. Der lateinische Spruch bedeutet: Die Hoffnung auf Anerkennung ist der Trost der Arbeit. Das Signet IMR ist das des Malers Jerg Ratgeb, 1510 ist das Jahr der Entstehung. Der Altar ist vermutlich in Heilbronn entstanden und war bis 1910 in der zweiten Seitenkapelle neben den Grabmälern von Ludwig und Anna von Neipperg aufgehängt. |      |
| A 19     | Schwaigern, Johanneskirche                                            | Marienaltar                                  | Der Marienaltar ist aus Lindenholz als Triptychon gefertigt. Der insgesamt über acht Meter hohe Altar zeigt im Mittelbild als farbig gefasstes Hochrelief die sterbende Maria umgeben von Jüngern. Die Altarflügel zeigen farbig gefasste Reliefs mit Szenen aus dem Marienleben: Verkündigung, Heimsuchung, Geburt Jesu und Anbetung der Könige. Die bemalten Außenseiten der Flügel weisen jeweils zwei Bildfelder mit je zwei Heiligendarstellungen auf, nämlich Georg und Ursula, Katharina und Quirinus, Florian und Christophorus sowie Johannes und einen mangels Attributen nicht näher identifizierbaren Bischof. Auf den Standflügeln sind als Halbrelief gearbeitete, farbig gefasste Figuren von Barbara und Margarete zu sehen. Der Schrein hat eine Höhe von 1,74 Meter und eine Breite von 1,53 Meter. Im 5,75 Meter hohen Gesprenge des Altars sind vollplastische Standfiguren eines Gnadenstuhls sowie zweier Heiliger unter hoch aufragenden Fialen aufgestellt. Die Motive des Altars gehen u. a. wohl auf einen Stich von Martin Schongauer (Marientod) sowie auf Albrecht Dürers Marienleben zurück. Bei der Ausführung der Schnitzerei lassen sich verschiedene Hände unterscheiden. Der Schnitzer der vollplastischen Figuren könnte vom oberrheinischen Meister H. L. ausgebildet worden sein. Der Altar wurde vermutlich in einer Heilbronner Werkstatt gefertigt, die Bemalung des Altars wird aufgrund der Initialen I. K., der Datierung 1523 und der stilistischen Nähe zum Fleiner Veitsaltar im Wesentlichen dem damals in Heilbronn tätigen Jerg Kugler zugeschrieben. |      |
| A 20     | Schwaigern, Johanneskirche                                            | Crispinus-und-Eligius-Altar                  | Schnitzaltar um 1520. Schrein und Flügel sind aus Fichtenholz, die Figuren aus Lindenholz. Der Crispinus und Eligius gewidmete Altar zeigt auf den Flügeln als Reliefschnitzereien ausgeführte Szenen aus dem Leben der Heiligen: links zwei Gruppenbilder aus der Legende der Brüder Crispinus und Crispinianus (oben das Martyrium der Brüder, unten die Heiligen mit dem für sie charakteristischen Schuh), rechts unten das dem Heiligen Eligius zugesprochene Pferdewunder, darüber eine nicht einwandfrei zu deutende Szene. Die vollplastischen Standfiguren im Mittelfeld sind Jakobus, Erzengel Michael (mit Schwert) und Margarete, die Figuren im Altarauszug stellen den Hl. Martin, den Schmerzensmann und Nikolaus dar. Die Flügelaußenseiten, die Standflügel und die Predellanische des Altars sind leer, trugen aber ursprünglich auch Figurenschmuck. Im Landesmuseum Württemberg in Stuttgart befinden sich drei aus Schwaigern stammende Heiligen-Lindenholzreliefs, die wohl einst Bestandteile der Werktagsseite des Altars waren. |      |
| A 21     | Schwaigern, Johanneskirche                                            | Märtyreraltar                                | Der Märtyreraltar ist ein Schnitzaltar mit einem Gehäuse aus Fichtenholz, die als Flach- oder Halbrelief ausgeführten Figuren des Schreins und der Flügel wurden aus Lindenholz geschnitzt. Der Mittelschrein ist 174 cm hoch und 123 cm breit. Er zeigt als Halbrelief die Legende der 10.000 Märtyrer um Achatius von Armenien. Die Flügelinnenseiten zeigen Halbreliefs von Maria mit dem Jesusknaben und den Evangelisten Johannes. Mittelschrein und Flügelinnenseiten sind oben jeweils mit Rankenbaldachinen verziert. Die Außenseiten der Flügel zeigen als Halbreliefs links Christopherus und rechts Sebastian. Die Innenflügel wiesen einst wohl ähnlich aufwändiges Blattwerk wie der Mittelschrein auf. Auf den Standflügeln sind Halbreliefs von Katharina (links) und Barbara (rechts) zu sehen. Vom einstmals wohl aufwändigeren Gesprenge hat sich im Altarauszug eine als Vollfiguren ausgebildete Kreuzigungsgruppe erhalten. Auf der Predella ist rechts neben einer als Reliefschnitzerei aufgebrachten Anna selbdritt eine kniende Stifterin in selber Manier dargestellt, an der Fehlstelle links fehlt die korrespondierende Stifterfigur. Auffällig am Altar ist der Kontrast der bewegten Szene im Mittelschrein, die an ein von Albrecht Dürer mehrfach wiedergegebenes Motiv angelehnt ist, mit den ruhigen Heiligenfiguren der Flügel, wie er ansonsten in der Umgebung nur selten vorkommt. Ebenso außergewöhnlich sind die Halbreliefs auf den Flügelaußenseiten, die ebenfalls keine regionale Entsprechung haben. Lediglich die Standflügel-Reliefs des Altars in der Bonifatiuskirche in Braunsbach kommen ihnen stilistisch nahe. Der Altar kann als Fortführung der Techniken von Niclas Gerhaert van Leyden und Tilman Riemenschneider betrachtet werden und ist daher vermutlich in der Zeit um 1520–25 entstanden. |      |
| A 22     | Stuttgart, Württembergisches Landesmuseum                             | Marienaltar                                  | aus Kloster Lichtenstern |      |
| B 1      | Bad Friedrichshall-Duttenberg, Kilianskirche                          | Pietà                                        | Farbig gefasste Vollplastik aus Lindenholz, ursprünglich wohl aus der Duttenberger Kreuzkapelle, aus stilistischen Erwägungen in die Zeit um 1380 datiert. |      |
| B 2      | Bad Wimpfen, Dominikanerkirche                                        | Pietà                                        | Farbig gefasste Tonplastik, rückseitig durch Inschrift auf 1416 datiert. Gesicht, Haare und Stofflichkeit der Figur weisen stilistische Übereinstimmungen mit der Neckarmühlbacher Apostelgruppe auf, so dass derselbe Meister für beide Werke in Betracht kommt. |      |
| B 3      | Bad Wimpfen, Dominikanerkirche                                        | Reste des Kreuzaltars                        | Farbig gefasste Kreuzigungsgruppe aus Lindenholz. Neben Kruzifix und Figuren der Maria und des Johannes zählen auch noch zwei Figuren des Hl. Dominikus und des Hl. Petrus Märtyrer zu jener Gruppe. Die jeweils etwa 155 cm hohen Standfiguren werden Michel Erhart aus der Zeit um 140–85 zugeschrieben. Das fast doppelt so große Kruzifix ist wohl eine Gehilfenarbeit. Bis zum barocken Umbau der Dominikanerkirche könnten diese Figuren wohl den Schrein eines Hochaltars im Chor gefüllt haben. |      |
| B 4      | Bad Wimpfen, Dominikanerkirche                                        | Sitzende Muttergottes                        | Farbig gefasste vollplastische Schnitzarbeit der sitzenden Madonna mit dem Kind. Die Figur ist 58 cm hoch, die Figurenkomposition folgt einem Stich von Martin Schongauer (Minott 38). Die Ausführung des Faltenwurfs verweist auf oberrheinische Einflüsse. Die Figur entstand wohl um 1525 und befand sich einst in der Cornelienkirche. Ein historisches Gemälde zeigt Tilly vor der Schlacht bei Wimpfen 1622 dort betend vor jener Figur. |      |
| B 5      | Bad Wimpfen, Peterskirche                                             | Reste des Katharinenaltars                   | |      |
| B 7      | Bad Wimpfen, Peterskirche                                             | Anna selbdritt                               | |      |
| B 8      | Bad Wimpfen, Peterskirche                                             | Hl. Sebastian                                | |      |
| B 9      | Bad Wimpfen, Abtei Grüssau                                            | Schreitende Madonna                          | |      |
| B 10     | Bad Wimpfen, Abtei Grüssau                                            | Anna selbdritt                               | |      |
| B 11     | Bad Wimpfen, Abtei Grüssau                                            | Hl. Petrus                                   | |      |
| B 12     | Bad Wimpfen, Abtei Grüssau                                            | Hl. Sebastian                                | |      |
| B 13     | Bad Wimpfen, Peterskirche                                             | Apokalyptische Madonna                       | |      |
| B 14     | Bad Wimpfen, evang. Stadtkirche                                       | Pietà                                        | |      |
| B 15     | Bad Wimpfen, evang. Stadtkirche                                       | Kreuzannagelung                              | |      |
| B 16     | Berlin, Stiftung Preußischer Kulturbesitz                             | Verkündigungsgruppe                          | ehem. im Klarakloster (Heilbronn) |      |
| B 17     | Billigheim, Michaelskirche und Allfeld, Georgskirche                  | Apostelgruppe                                | |      |
| B 18     | Allfeld, Cypriankirche                                                | Bischof                                      | |      |
| B 19     | Bönnigheim, Cyriakuskirche                                            | Aussendung der Jünger (Kleiner Ölberg)       | Farbig gefasstes Flachrelief um 1517, stilistisch dem Herrenberger Chorgestühl nahe und damit eventuell von einem Gesellen des Christoph von Urach gefertigt. |      |
| B 20     | Brackenheim-Stockheim, Ulrichskirche                                  | Madonna                                      | |      |
| B 21     | Darmstadt, Hessisches Landesmuseum Darmstadt                          | Altarflügel                                  | vermutlich aus der Stiftskirche St. Peter (Bad Wimpfen) |      |
| B 22     | Eppingen-Elsenz, Dreifaltigkeitskirche                                | Eleusische Madonna                           | |      |
| B 23     | Erlenbach, Martinskirche                                              | Drei gotische Standfiguren                   | |      |
| B 24     | Erlenbach, Martinskirche                                              | Madonna                                      | |      |
| B 25     | Erlenbach-Binswangen, kath. Pfarramt                                  | Thronende Maria                              | |      |
| B 26     | Erlenbach-Binswangen, Michaelskirche                                  | Pietà                                        | (früher im Pfarramt, jetzt auf linkem Seitenaltar) |      |
| B 27     | Gundelsheim-Böttingen, Michaelskapelle                                | Vesperbild                                   | (Kopie in der Kapelle, original unter Verschluss) |      |
| B 28     | Gundelsheim, Nikolauskirche                                           | Drei Standfiguren aus einem Marienaltar (?)  | |      |
| B 29     | Gundelsheim-Obergriesheim, Dreifaltigkeitskirche                      | Anna selbdritt                               | |      |
| B 30     | Heilbronn, Städt. Museen                                              | Abendmahlsszene (Predella)                   | vermutlich aus der Johanneskapelle |      |
| B 31     | Heilbronn, Städt. Museen                                              | Hl. Anna (?)                                 | vermutlich aus der Kilianskirche |      |
| B 32     | Heilbronn, Städt. Museen                                              | Hl. Katharina                                | vermutlich Predellenfigur |      |
| B 33     | Heilbronn, Städt. Museen                                              | Hl. Katharina                                | ehem. im Katharinenhospital |      |
| B 34     | Heilbronn, Städt. Museen                                              | Bischof                                      | vermutlich aus Neckarsulm |      |
| B 35     | Heilbronn, Deutschordensmünster St. Peter und Paul                    | Eleusische Madonna                           | |      |
| B 36     | Heilbronn-Biberach, Katholische Pfarrkirche St. Cornelius und Cyprian | Epiphanie                                    | |      |
| B 37     | Heilbronn-Biberach, Katholische Pfarrkirche St. Cornelius und Cyprian | Muttergottes auf der Mondsichel              | |      |
| B 38     | Heilbronn-Kirchhausen, kath. Pfarramt                                 | Hl. Leonhard                                 | |      |
| B 39     | Karlsruhe, Badisches Landesmuseum                                     | Madonna                                      | aus der Kirche in Gemmingen |      |
| B 40     | Karlsruhe, Badisches Landesmuseum                                     | Maria mit Kind                               | aus der Kirche in Neidenstein |      |
| B 41     | Karlsruhe, Landesdenkmalamt                                           | Pietà                                        | aus Billigheim-Allfeld |      |
| B 42     | Neckarmühlbach, Nikolauskirche                                        | Apostelgruppe                                | |      |
| B 43     | Neckarsulm, Ganzhornstube                                             | Zwei Tafeln eines Marienaltars               | |      |
| B 44     | Neckarsulm, Stadtarchiv                                               | Zwei Bischofsfiguren                         | |      |
| B 45     | Neudenau, Gangolfskapelle                                             | Apostelgruppe                                | |      |
| B 46     | Neudenau, Heimatmuseum                                                | Drei Einzelfiguren                           | |      |
| B 47     | Obersulm-Affaltrach, St. Johann Baptist                               | Apokalyptische Madonna                       | |      |
| B 48     | Obersulm-Affaltrach, St. Johann Baptist                               | Figuren aus einem Johannesaltar              | |      |
| B 49     | Obersulm-Eschenau, Wendelinskirche                                    | Drei Standfiguren                            | |      |
| B 50     | Obersulm-Sülzbach, Kilianskirche                                      | Grablegung                                   | Hochrelief aus Lindenholz, farbig gefasst, um 1480, neckarschwäbischer Einfluss, evtl. Geselle des Meisters der großen Pietà der Neckarsulmer Dionys-Kirche. 1630 in Barockrahmen gesetzt und neu gefasst, 1966 restauriert und dabei originale Farbfassung freigelegt. |      |
| B 51     | Oedheim, Mauritiuskirche                                              | Vier Einzelfiguren                           | |      |
| B 52     | Schwaigern, Johanneskirche                                            | Johannesaltar (zwei Flügel)                  | Zwar wird unter den 1496 in der Kirche belegten zehn Altären kein Johannesaltar genannt und könnten die Altartafeln auch von einem anderen Altar stammen, doch geht man aufgrund des Patroziniums des Hl. Johannes davon aus, dass die Tafeln Überreste eines einstigen, dem Kirchenpatron geweihten Hochaltars sind. Auf den Außenseiten der Flügel sind die Enthauptung Johannes des Täufers sowie eine apokalyptische Madonna zu sehen. Die Innenseiten der Flügel zeigen links die Taufe Jesu, rechts die Heiligen Petrus und Georg mit ihren jeweiligen Attributen: Petrus mit Papstkrone, Buch und Schlüssel, Georg in Rüstung, mit Fahne und Drachen. Die Hintergründe der Tafelinnenseiten sind jeweils einheitlich durch halbhohe Vorhänge mit reichen vegetabilen Mustern gebildet. Als Eigentümlichkeit des ausführenden unbekannten Malers gelten die strengen geradlinigen Gewandfalten, deren harte Komposition mit der filigranen Wiedergabe der Gewandmuster und Textilstrukturen kontrastiert. Diese Eigentümlichkeit der Gewandbehandlung sowie dieselbe naturalistische Pflanzendarstellung wie auf der Flügelseite mit Johannesfindet sich auch auf zwei im Württembergischen Landesmuseum in Stuttgart verwahrten Altartafeln aus Rottweil, die einem neckarschwäbischen Meister um 1440 zugeschrieben werden. Da die Tafeln in Schwaigern kompositionell versierter ausgeführt sind, kommt für sie ein Maler selber Herkunft aus etwas späterer Zeit, vielleicht um 1450–60, in Frage. |      |
| B 53     | Stuttgart, Württembergisches Landesmuseum                             | Hl. Veit                                     | aus der Gegend von Heilbronn |      |
| B 54     | Stuttgart, Württembergisches Landesmuseum                             | Muttergottes                                 | aus Möckmühl |      |
| B 55     | Stuttgart, Württembergisches Landesmuseum                             | Ursula-Altar                                 | aus Obersulm-Eschenau |      |
| B 56     | Stuttgart, Württembergisches Landesmuseum                             | Vier Figuren                                 | aus Olnhausen |      |
| B 57     | Stuttgart, Württembergisches Landesmuseum                             | Vesperbild                                   | aus Schwaigern |      |
| B 58     | Stuttgart, Württembergisches Landesmuseum                             | Drei Relieftafeln                            | aus Schwaigern |      |
| B 59     | Stuttgart, Württembergisches Landesmuseum                             | Zwei Tafeln eines Passionsaltars             | aus Schwaigern |      |
| B 60     | Talheim, Kirche Mariä Himmelfahrt                                     | Madonna                                      | |      |
| B 61     | Weinsberg-Gellmersbach, Leonhardskirche                               | Hl. Leonhard                                 | |      |
| B 61     | Zaberfeld-Michelbach, Evang. Kirche                                   | Pietà                                        | |      |
| C 1      | Bad Friedrichshall-Jagstfeld, Auferstehungskirche                     | Madonna                                      | gestohlen 1976 |      |
| C 2      | Bad Wimpfen, Stiftskirche St. Peter                                   | Auferstandener Christus                      | 1953 noch im Kreuzgang, Verbleib unbekannt |      |
| C 3      | Gemmingen, Schloss                                                    | Zwei Tafeln mit Verkündigung und Ölbergszene | in den 1920er Jahren aus dem Schloss entfernt, Verbleib unbekannt |      |
| C 4      | Neckarsulm, unbek. Standort                                           | Maria                                        | beschrieben 1931, Standort und Verbleib unbekannt |      |
| C 5      | Neudenau-Herbolzheim, ehem. Kilianskirche (?)                         | Drei Relieftafeln                            | bereits vor dem Neubau der kath. Kirche verschollen |      |
| C 6      | Stuttgart, Württembergisches Landesmuseum                             | Abschied Jesu                                | ehem. im Klarakloster (Heilbronn), im Zweiten Weltkrieg verbrannt |      |

Legende zur Nummerierung: (A) erhaltene Altäre, (B) Fragmente einstiger Altäre, (C) Verluste im 20. Jahrhundert. Die Gliederung ist nicht immer logisch, weil auch einige der unter (A) genannten Altäre eigentlich nur Fragmente oder Stückwerk aus mehreren Fragmenten darstellen.